# Рихтер, Александр Карлович
Александр Карлович Рихтер (1834—1897/1898) — генерал от инфантерии, герой русско-турецкой войны 1877—1878 годов, командир 16-го армейского корпуса.

## Биография
Родился 26 апреля 1834 года, сын военного топографа генерал-майора Карла Ивановича Рихтера.
По окончании курса наук в 1-м кадетском корпусе, был 13 августа 1852 года выпущен прапорщиком в 4-й саперный батальон.
В следующем году он состоя при 5-м понтонном батальоне принял участие в кампании против Турции, находясь в составе войск, переправившихся через Прут у Скулян. 5 января 1854 года он был командирован с командой нижних чинов в отряд генерал-майора Соймонова для постройки мостов и укреплений Журжи, а 18 января находился при постройке батарей и мостов на острове Родомане против Рущука. 25 января и 5 февраля прапорщик Рихтер принимал участие в действиях батарей на острове Родомане; 7 февраля был командирован для постройки батарей у Турно и Зимницы, затем вернулся в Турно и строил батареи по укреплённой позиции около Журжи и в Слободзее. Здесь же занимался постройкой двух мостов на козлах и одного на судах через Комар. С 1 по 3 мая того же года Рихтер принимал участие в действиях артиллерии против Силистрии и последующей осаде этой крепости. При этом Рихтеру приходилось постоянно работать под сильным неприятельским огнём. Особенно отличился он 24 мая при отбитии сильной неприятельской вылазки на левом фланге осадных работ. За все эти отличия Рихтер 29 января 1854 года получил чин подпоручика и затем орден св. Анны 4-й степени с надписью «За храбрость».
16 сентября 1854 года Рихтер вновь вступил в состав 4-го сапёрного батальона в Крыму и 24 октября, участвуя в сражении под Инкерманом, имел случай отличиться, за что получил орден св. Анны 3-й степени. Весь 1855 год до окончательного перехода русских войск на северную сторону Севастополя, был проведён Рихтером в тех же боевых действиях, не прерывавшихся ни минуты. За участие в Севастопольской обороне Рихтёру прибавлено к службе — девять лет, три месяца и три дня. За участие в делах в 1855 году Рихтер был 29 марта награждён чином поручика и бантом к ордену св. Анны 3-й степени, а в 1857 году получил орден св. Станислава 3-й степени.
Пробыв по окончании Крымской войны год в учебном сапёрном полубатальоне, Рихтер 5 августа 1859 года получил чин штабс-капитана и был прикомандирован к лейб-гвардии Сапёрному батальону и 25 июля 1862 года был произведён в капитаны. В 1863 году Рихтер был назначен командиром роты Его Величества в лейб-гвардии Сапёрном батальоне.
30 августа 1864 года Рихтер был произведён в полковники с назначением командиром 4-го сапёрного батальона, которым командовал до 15 октября 1870 года, когда получил назначение на должность командира 88-го пехотного Петровского полка. За это время Рихтер был награждён орденами св. Анны 2-й степени с мечами (в 1866 году) и св. Владимира 4-й степени (за беспорочную выслугу 25 лет в офицерских чинах, в 1867 году), а также императорской короной к ордену св. Анны 2-й степени (в 1869 году).
Произведённый 23 августа 1872 года в генерал-майоры, Рихтер был назначен начальником 3-й сапёрной бригады. В 1875 году награждён орденом св. Владимира 3-й степени.

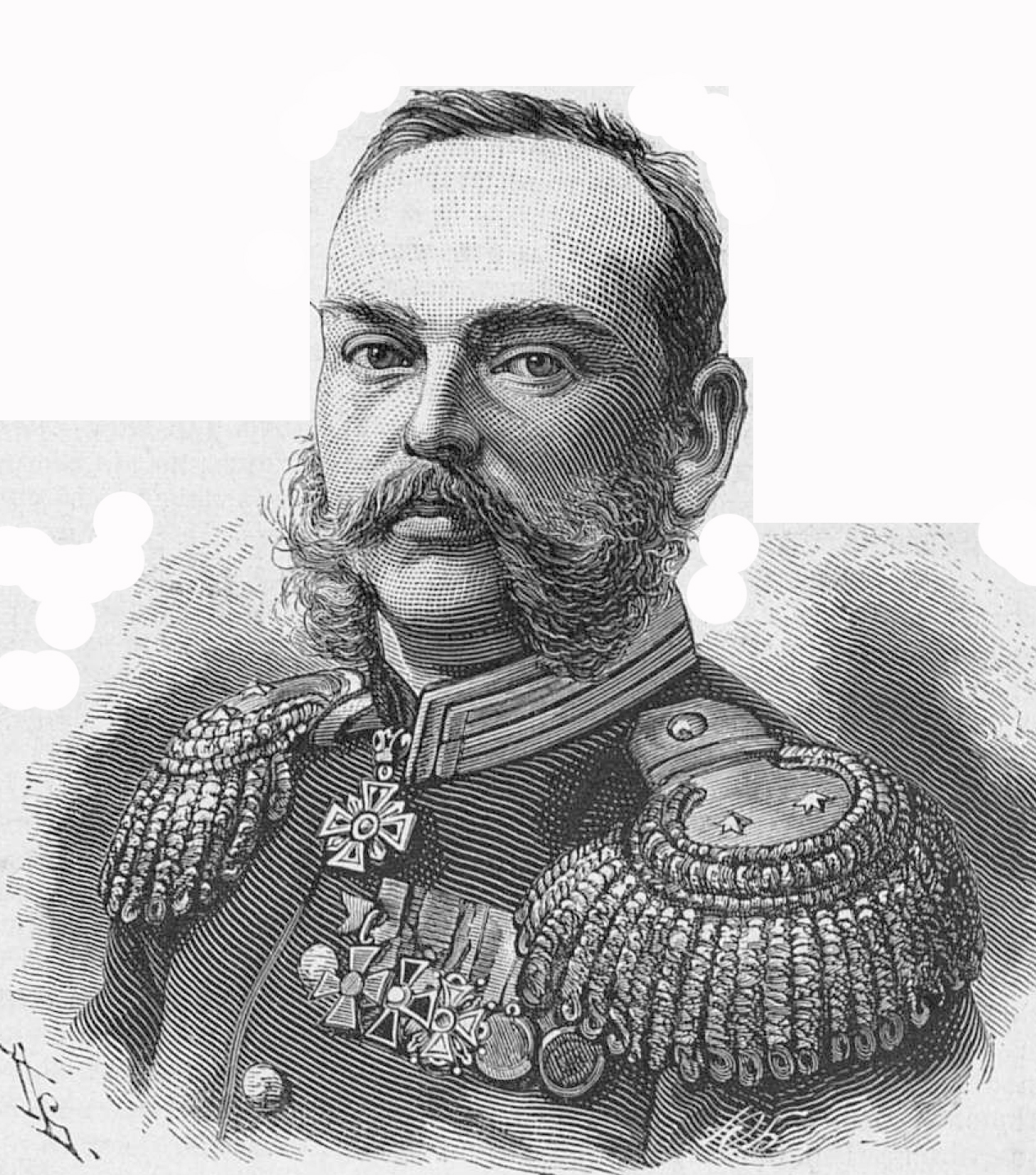
А. К. Рихтер, 1878 год

С началом русско-турецкой войны 1877 года Рихтер со своей бригадой был назначен в состав армии на Дунае и много способствовал успеху переправы через Дунай. 17 апреля 1877 года он был награждён орденом св. Георгия 3-й степени (№ 539 по кавалерским спискам)
В награду отличнаго мужества, храбрости и распорядительности, оказанных при устройстве переправы чрез Дунай русских войск у Систова, 15 Июня 1877 года.
Таким образом Рихтеру выпала на долю счастливая случайность заслужить высшую военную награду за подвиг в тех же местах, где он начинал свою боевую деятельность более чем двадцать лет назад.
Вот при каких обстоятельствах Рихтеру довелось отличиться.
19 июля 1877 года генерал Рихтер у Систовой переправы удерживал бегущих в панике на румынский берег жителей Систова через северный и южный мосты, вследствие тревожного известия, полученного от раненых, будто к городу приближаются турки. Генерал Рихтер прибыл сам к мосту у болгарского берега, со вверенными ему сапёрами и ротой Брянского пехотного полка оттеснил бегущих, тем спас мосты и обеспечил бесперебойную переправу русских войск на болгарский берег, затем он успокоил местных жителей.
Как только русские войска овладели Систовым, первым распоряжением генерала Радецкого был приказ выстроить на высотах батареи по направлению к Царевице и Корану, и кроме того дано было поручение генералу Рихтеру с сапёрной бригадой построить к этим местностям дорогу на высотах. Дорога, по которой можно было провозить на волах тяжёлые горные артиллерийские орудия была готова за два дня.
После этого Рихтер более активного участия в военных действиях на Балканах не принимал и занимался прокладкой дорог и строительством мостов в тылу действующей армии. За отличия в кампании на Дунае он в 1878 году был награждён орденом св. Станислава 1-й степени с мечами.
4 февраля 1879 года Рихтер был назначен командиром 16-й пехотной дивизии, в следующем году получил орден св. Анны 1-й степени и 30 августа 1881 года был произведён в генерал-лейтенанты. 25 июля 1885 года Рихтеру была дана в командование 2-я гвардейская пехотная дивизия, которой он начальствовал до 17 февраля 1891 года, когда получил в командование 16-й армейский корпус. В 1887 году он был награждён орденом св. Владимира 2-й степени и в 1892 году — орденом Белого орла. 6 декабря 1895 года произведён в генералы от инфантерии.
В январе 1897 года Рихтер из-за тяжёлой болезни вынужден был выйти в отставку и скончался 31 декабря того же года. Похоронен в Витебске на Старо-Семёновском кладбище